# Distrito de Çankaya
Çankaya es el distrito metropolitano central de la ciudad de Ankara, la capital de Turquía y de la provincia de Ankara. De acuerdo con el censo de 2000, la población del centro urbano es de 797.109 pero que puede alcanzar los dos millones de persoonas durante el día.  El distrito cuenta con un área de 268 km² encontrándose a una altitud de 986 m s. n. m.
El presidente de la república reside allí, en el complejo presiencial de "Çankaya Köşkü". El distrito también es la sede de numerosas embajadas, instituciones gubernamentales y de los símbolos de la ciudad. Çankaya es el corazón de la ciudad, un cosmopolita centro de negocios y de cultura además de ser el centro político nacional.

## Historia
Hasta la fundación de la República de Turquía en 1923,  Çankaya era una ladera de matorrales y jardines al sur de la ciudad que fue creciendo poco a poco hasta rodear el Castillo de Ankara (Kale) del lado opuesto de la colina. Sin embargo todo cambió en los años 1920 cuando Mustafa Kemal Atatürk vino a residir en una de las casas de los jardines. Él mismo seleccionó a Ankara como capital de la nueva república y en la misma década la ciudad creció rápidamente en especial hacia el sector de Çankaya. En 1934 el escritor Yakup Kadri Karaosmanoğlu describió el ára como "un puente de madera, un sendero que cuando usted rodea la montaña puede ver la ladera en suaves contornos verdes, eso es Çankaya." El distrito se desarrolló de tal manera que se convirtió en uno de los más grandes de Ankara en años posteriores.

## Cultura
Los primeros edificios de la república fueron de un notable estilo otomano pero actualmente Çankaya posee un gran número de construcciones modernas. El distrito es la sede de un buen número de salas de cine, teatros, museos, asociaciones culturales, librerías (incluyendo la Biblioteca Nacional en su nuevo edificio). Muchas de las calles del distrito llevan nombres de poetas, escritores y pensadores. La mayoría de los más reconocidos centros académicos  y universitarios están allí: La Universidad Técnica de Medio Oriente, la Universidad de Bilkent y la mayoría de los edificios de la Universidad de Hacettepe.  La Universidad de Çankaya es una institución privada patrocinada por el empresario Sıtkı Alp,  y fue abierta en sus primeros edificios en 1997